# Gurania repandodentata
Gurania repandodentata är en gurkväxtart som beskrevs av Theodor Carl Karl Julius Herzog. Gurania repandodentata ingår i släktet Gurania och familjen gurkväxter. Inga underarter finns listade i Catalogue of Life.